# Mercier (Quebec)
Mercier es una ciudad de la provincia de Quebec, Canadá. Es una de las ciudades que conforman la Comunidad metropolitana de Montreal y se encuentra en el condado regional de Roussillon y a su vez, en la región de Vallée-du-Haut-Saint-Laurent en Montérégie. Hace parte de las circunscripciones electorales de Châteauguay a nivel provincial y de Châteauguay−Saint-Constant a nivel federal.

## Geografía
Mercier se encuentra ubicada en las coordenadas 45°19′00″N 73°45′00″O / 45.31667, -73.75000. Según Statistique Canada, tiene una superficie total de 45,95 km² y es una de las 1135 municipalidades en las que está dividido administrativamente el territorio de la provincia de Quebec.

## Demografía
Según el censo de 2011, había 11 584 personas residiendo en esta ciudad con una densidad poblacional de 252,1 hab./km². Los datos del censo mostraron que de las 10 121 personas censadas en 2006, en 2011 hubo un aumento poblacional de 1463 habitantes (14,5%). El número total de inmuebles particulares resultó de 4454 con una densidad de 96,93 inmuebles por km². El número total de viviendas particulares que se encontraban ocupadas por residentes habituales fue de 4320.